# Seznam letalskih proizvajalcev
To je seznam letalskih proizvajalcev. V oklepajih so leta obratovanja.
Glej tudi: zrakoplov, seznam podjetij

## 0-9
- 3Xtrim Aircraft Factory (1999-danes)

## A
- A2I2 (?-danes)
- Aachen Flugzeugbau (1914-1921) → Aachener Segelflugzeugbau
- Aachener Segelflugzeugbau (1921-1923) → Junkers
- AAI Corporation (1985-danes)
- AAMSA (1971-1984)
- AAT (1945-1950)
- ABAP (1958-?)
- Abaris Aircraft Corporation (2001-danes)
- Abbott
- ABC Motors (1912-1951) → Vickers
- ABHCO
- Abrams Air Craft (1937-1940)
- ABS Aircraft (1985-?)
- AC Mobil 34
- ACBA
- Ace (1929-1931) → Corben Sport Plane and Supply Company
- Aceair
- Aces High Light Aircraft
- ACM (1916)
- Acme (1929-?)
- Acro Sport (?-danes)
- AD Aerospace
- Adam (1948-1955)
- Adam Aircraft Industries (1998-danes)
- Adams Industries
- Adams-Toman
- Adams-Wilson
- Adaro
- ADC Aircraft (1920-1930)
- Ader, Clement (1886-1897)
- Adler (1934-?)
- Admiralty (AD) (British Admiralty Air Department)
- Advanced Aerodynamics and Structures Inc. (AASI) (1989-2002) → Mooney Aircraft Company
- Advanced Aeromarine → Keuthan Aircraft
- Advanced Aircraft Corp
- Advanced Amphibious Aircraft (AAA) (1988-?)
- Advanced Aviation
- Advanced Soaring Concepts
- Advanced Vehicle Engineers (AVE) (1971-1973)
- AD-Y
- AEG (1910-1918)
- AER
- Aerauto (1950-1953)
- Aereon (1967-?)
- Aerfer (1955-1969) > Aeritalia
- Aerial Distributors (1967-?)
- Aerial Experiment Association (AEA) (1907-1909) → Curtiss Aeroplane and Motor Company
- Aerial Service Corporation (1920-?) → Mercury Aircraft
- Aériane
- Aeritalia (1969-1981) → Alenia
- Aermacchi (Aeronautica Macchi) (1913-danes)
- Aero (Czech) (1919-danes)
- Aero (Poljska) (1994-?)
- Aero (ZDA) (1944-1960) → Rockwell
- Aero Adventure Aviation
- Aero Engineers Australia (1978-danes)
- Aero Boero (1952-danes)
- Aero Bravo (1993-danes)
- Aero Composites
- Aero Composite Technologies
- Aero Designs
- Aero Industrial Colombiana SA (AICSA) (1968-danes)
- Aero Industry Development Center (AIDC) (1996-danes)
- Aero Spacelines (1961-1974) → Tracor
- Aero-Cam
- Aero-Club der Schweiz
- Aero-Craft
- Aero-Diffusión
- Aerocar
- Aerocar International (1945-1961)
- Aérocentre (SNCAC)
- Aerocomp
- Aero Gare
- Aeromarine (1908-1935) → Burnelli
- Aeronautical Development Agency (Kitajska) (ADA) (1984-?)
- Aeronca (Aeronautical Corporation of America) (1928-1951)
- Aeros
- Aerospace Technologies of Australia (ASTA) (1987-danes)
- Aérospatiale (SONACA) (1970-1999) → Aérospatiale-Matra
- Aérospatiale-Matra (1999-2000) → EADS
- Aerotaller
- Aerotec (1962-1987)
- Ago Flugzeugwerke
- Agusta (1907-danes)
- Aichi (1931-1945)
- ACME (1954-?)
- Air Technical Bureau (1969-1996) → Aeronautical Development Agency (Kitajska)
- Air Tractor (1972-danes)
- Airbus (1970-danes)
- Airco (1912-1920) → de Havilland
- Aircraft Designs Inc (ADI) (1986-danes)
- Airspeed Ltd (1931-1951) → de Havilland
- Albatros Flugzeugwerke (1910-1931) → Focke-Wulf
- Albatros
- Alenia (1981-danes)
- Alon (1964-1967) → Mooney Aircraft Company
- Alpavia (1959-1966) → Sportavia-Putzer
- Ambrosini (1934-1958)
- AMC (Aircraft Manufacturing Company) (Kanada) (1917-1920)
- American Affordable Aircraft (AAA) - ZDA
- American Aviation
- American General Aviation Corporation
- American Jet Industries
- Amiot (1915-1945) → Ateliers Aeronautiques de Colombes, SNCAC
- Amoy (1930-1935)
- Amphibian Airplanes of Canada (AAC) (1998-?)
- AMX International
- ANF Mureaux (1918-1937) → SNCAN
- Ansaldo (1916-1928)
- Antoinette (1906-1912)
- Antonov (1947-danes)
- Arab British Helicopter (ABH) (1978-1984)
- Arab Organization for Industrialization (AOI) (1975-1990)
- Arado (1925-1945)
- Armstrong Siddeley
- Armstrong-Whitworth (1913-1958) > Hawker Siddeley
- Arrow Aircraft (1931-1935)
- Arsenal de l'Aeronautique (1936-1953) > SFECMAS
- Astra Societe de Constructions Aeronautiques (1909-1921) > Nieuport
- Atelier Industriel de l'Aeronautique d'Alger (AIAA) (1948-1960
- Ateliers Aeronautiques de Colombes (AAC) (1945)
- Ateliers Aéronautiques de Suresnes (AAS) (1945)
- Ateliers de Construction Aéronautique de Zeebrugge (ACAZ) (Zacco) (1923-1933)
- Atlantic-Fokker
- Atlas Aircraft Corporation (1965-danes)
- ATR (1981-danes)
- Aubert (1932-1940)
- Auster (1946-1961)
- Austin Morris
- Austin Motors
- Australian Aircraft Consortium (1982-1985) > Hawker de Havilland
- Australian Aircraft & Engineering (1910-1923)
- Avcraft (2002-danes)
- Avia (1919-1958)
- AviaBellanca (1983-danes)
- Aviamilano (1959-?)
- Aviat
- Aviatik (Automobil und Aviatik) (1910-1918)
- Aviation Composite Technology (ACT) (1990-?)
- Aviation Industries of Iran (1993-danes)
- Aviation Traders (1949-1962)
- Avibras (Aviation Brazil) (1963-1967)
- Aviones de Colombia SA (ACSA) (1955-1992)
- Avions Fairey (1931-1978) > Aêrospatiale
- Avions Lockheed-Kaiser
- AVIS Aircraft (1917-1923) (1941)
- Avro (1910-1963) > Hawker Siddeley
- Avro Canada (1945-1962) > Hawker Siddeley
- A.V.Roe (1910) > Avro
- Ayres Corporation (?-2001) > Thrush Aircraft
- A-B Helicopters

## B
- Bachem (1944-1945)
- BAE Systems (1999-danes)
- BAMC
- Bayerische Flugzeugwerke (?-1938) > Messerschmitt
- Beagle (?-1970) > Scottish Aviation
- Beardmore
- Beech (1932-1980) > Rockwell
- Beecraft (1948-1960)
- Belairbus
- Bell (1935-1960)
- Bell Helicopter (1960-danes)
- Bellanca (1927-1983) > AviaBellanca
- Benes & Hajn (1923) > Avia
- Bensen (?-1987)
- Beriev (1934-danes)
- Berliner Aircraft (?-1929) > Berliner-Joyce
- Berliner-Joyce (1929-?)
- Bernard Aircraft
- Berwick
- Besnier (1678)
- Best Off (?-danes)
- Besson (1915-1928) > ANF Mureaux
- Blackburn (1914-1949) > General Aircraft Ltd
- Blériot (1906-1914) > Blériot-SPAD
- Blériot-SPAD (1914-1936) > Sud-Ouest
- Blériot-Voisin (1903-1906) > Blériot, Voisin
- Bloch (1930-1936) (1945) > Sud-Ouest,Dassault
- Blohm + Voss (1930-1969) > Messerschmitt-Bölkow-Blohm
- Boeing (1917-danes)
- Boeing North American (1996-danes)
- Bölkow (1948-1968) > Messerschmitt-Bölkow
- Bombardier Aerospace (1986-danes)
- Boulton Paul (1914-1961)
- Brantly (1943-1975) > Brantly-Hynes
- Brantly-Hynes (1975-?)
- Bratukhin (1940-?)
- Breda
- Breguet (1911-1969) > Dassault-Breguet
- Brewster (1932-1946)
- Bristol Aeroplane Company (1910-1959) > British Aircraft Corporation
- Bristol Helicopter (1944-1969) > Westland Aircraft
- British Aerial Transport (BAT)
- British Aerospace (BAe) (1977-1999) > BAE Systems
- British Aircraft Corporation (BAC) (1959-1977) > British Aerospace
- British Aircraft Manufacturing (1933-?)
- British Caudron
- British Klemm (1933) > British Aircraft Manufacturing
- Britten-Norman (1964-danes)
- Brush Electrical
- Bücker Flugzeugbau (1932-1945)
- Budd Manufacturing
- Bureau of Aircraft Industry (BAI) (1946-1969) > Air Technical Bureau
- Burgess (1911-1916)
- Burnelli
- B&W (1916) > Pacific Aero

## C
- Call Aircraft Company (1939-1959) > IMCO
- CAMS
- Canadian Aeroplanes
- Canadian Car & Foundry
- Canadair (?-1986) > Bombardier Aerospace
- Canadian Vickers
- CANT (?-1931) > CRDA
- Caproni (1908-1983) > Agusta
- Carstedt
- CASA
- Caudron (1909-?)
- Cavalier Aircraft (?-1971) > The New Piper Aircraft
- Central Aircraft
- Cessna Aircraft (1927-danes)
- Cessna-Roos (1927) > Cessna Aircraft
- Chance Vought (1922-1961) > Vought
- Champion Aircraft (?-1970) > Bellanca
- Chetverikov
- Chilton (1937-?)
- Chrislea (?-1952)
- Cierva (1920-?)
- Cirrus Design (1984-danes)
- C.Itoh (1955-1970) > JAMCO
- Clyde Cessna (1911) > Travel Air
- Coanda (1910-1911) > Bristol
- Commonwealth Aircraft Corporation (CAC) (1936-?)
- Comper (1929-?)
- Comte
- Conroy Aircraft
- Consolidated Aircraft (1923-1943) > Convair
- Continental Copters
- Convair (1943-1996) > General Dynamics
- Corben Sport Plane and Supply Company (1931-1952)
- CRDA (1931-?)
- Culver
- Cunliffe-Owen
- Curtiss Aeroplane and Motor Company (1909-1929) > Curtiss-Wright
- Curtiss-Wright (1929-danes)
- CZL

## D
- DAR
- Darracq Motor Engineering
- Dart Aircraft
- DASA (1989-2000) > EADS
- Dassault Aviation (1945-1969) (?-danes) > Dassault-Breguet
- Dassault-Breguet (1969-?) > Dassault Aviation
- Dayton-Wright (?-1923) > Consolidated Aircraft
- de Havilland (DH) (1920-1958) > Hawker Siddeley
- de Havilland Australia (DHA) > Boeing
- de Havilland Canada (DHC) (1928-1989) > Bombardier Aerospace
- Denel Aerospace Systems
- Department of Aircraft Production (1939-1941) > Government Aircraft Factory
- Detroit Aircraft (?-1932)
- Deutsche Airbus
- Deutsche Flugzeugweke (DFW)
- Dewoitine
- DFS (1925-1945)
- Diamond Air
- DINFIA (1957-?)
- Dornier GmbH (?-1959) > FUS
- Dornier Luftfahrt (?-1989) > DASA
- Douglas (1920-1967) > McDonnell-Douglas
- Downer
- Druine
- Dumod

## E
- EADS (2000-danes)
- Eclipse Aviation
- Edgley
- Elicotteri Meridionali
- EMBRAER
- Entwicklungsring-Süd (EWR)
- English Electric (?-1959) > British Aircraft Corporation
- Enstrom
- ERCO aka Ercoupe
- Eurocopter (1992-danes)
- Eurofighter GmbH

## F
- Fabrica Militar de Aviones (1927-1957) > DINFIA
- Fairchild (1925-1996) > FairchildDornier
- FairchildDornier (1996-2002) > Avcraft, M7 Aerospace
- Fairey (?-1977)
- Farman (?-1936) > Ateliers Aéronautiques de Suresnes, SNCAC
- Federal Aircraft (EFW)
- Ferber (1906) > Antoinette
- FFV (Forsvarets Fabriksverk)
- Fiat (?-1969) > Aeritalia
- Fieseler
- Fisher Body Corporation
- Fleetwings
- Flug und Fhrezeugwerke
- Flugzeug Union Süd (FUS) (1959-1968) > Messerschmitt-Bölkow
- Flygindustri (AFI) > Malmö Flygindustri
- FMA
- Focke-Wulf
- Focke Achgelis
- Fokker
- Folland
- Ford (1925-?)
- Forney
- Fouga (1936-1961) > Potez
- Fuji
- Funk Aircraft
- FVM (Centrala Verkstader Malmslatt) (1917-1968) > FFV

## G
- Gastambide-Mengin (1908) > Antoinette
- GEFA-FLUG GmbH (1980-)
- General Aircraft Company
- General Aircraft Factory
- General Aircraft Ltd (GAL) (?-1960) > Hawker Siddeley Company
- General Dynamics
- Giravia
- Glendower Aircraft Company
- Globe Aircraft
- Gloster
- Gloucestershire Aircraft
- Goodyear
- Gothaer Waggonfabrik (GWF)
- Government Aircraft Factory (Australia) (GAF) (1941-1987) > Aerospace Technologies of Australia
- Government Aircraft Factory (Finland)
- Grahame-White
- Gremont
- Grob
- Grumman (1930-1994)
- Gulfstream Aerospace (1978-)

## H
- Hamburger Flugzeugbau GmbH (HFB) (?-1940) > Blohm + Voss
- Hamilton Aviation
- Handley Page (?-1970) > Scottish Aviation
- Hanriot (?-1936) > SNCAC
- Hanseatische Flugzeugwerke (Hansa)
- Hansa-Brandenburg > Heinkel
- Harbin Aircraft Manufacturing Corporation (HAMC)(1952-?)
- Harris & Sheldon
- Hawker de Havilland
- Hawker Aviation (1920-1961) > Hawker-Siddeley
- Hawker Siddeley Company (1934-1977) > British Aerospace
- Hawker Pacific Aerospace (1980-danes)
- Hawksley
- HBN
- Heinkel (?-1959) > FUS
- Helibras (Helicopter Brazil)
- Helikopter Services
- Helio
- Heliopolis Aircraft
- Henschel
- Heston Aircraft
- Hiller
- Hindustan Aeronautics Limited (HAL)
- Hiro Haval Arsenal
- Hispano Aviacion (?-1972) > CASA
- Hispano-Suiza
- Hughes
- Hunting Aircraft (1957-1959) > British Aircraft Corporation
- Hurel-Dubois

## I
- IAR (Romunija)
- ICA-Brasov
- Ikarus
- Ilyushin
- IMAM
- IMCO (1962-1966) > Rockwell
- Industrias Aeronauticas y Mecanicas (1953-1957) > DINFIA
- Instituo Aerotecnico (IA) (1943-1957) > DINFIA
- Interceptor Corporation
- Inter-Air (?-1967) > Bellanca
- Interstate
- IPTN
- Iran Aircraft Manufacturing Industrial Company
- Israel Aircraft Industries

## J
- Jackaroo Aircraft
- Jetstream Aircraft
- Junkers
- Jastreb

## K
- Kaman
- Kamov
- Kawanishi
- Kawasaki
- Keuthan Aircraft (?-1996) > Aero Adventure Aviation
- Keystone
- Klemm > Siebel
- Koolhoven
- Kyushu

## L
- Lake Aircraft
- Lancashire (aircraft manufacturer)
- Larkin Aircraft
- Laverda
- Lavochkin
- Learjet (?-1990) > Bombardier Aerospace
- Letov
- Levy
- Linke-Hofman
- Liore-et-Olivier
- Lisunov
- Lockheed (?-1996) > Lockheed Martin
- Lockheed Martin (1996-danes)
- Lockheed Vega
- Loening Aeronautical
- Loire
- Luft Verkehrs Gesellschaft (LVG)
- Luscombe
- Luton

## M
- M7 Aerospace (2002-danes)
- Macchi > Aermacchi
- Malmö Flygindustri (MFI)
- March, Jones and Cribb
- Marshall & Sons
- Martin (1912-1916,1917-1961,?-1996) > Lockheed Martin
- Martin-Baker
- Martinsyde
- Maule
- MBB (1969-1989) > DASA
- McDonnell Aircraft Corporation (1938-1967) > McDonnell-Douglas
- McDonnell-Douglas (1967-1997) > Boeing
- Menschinsky
- Mercury Aircraft
- Messerschmitt (1938-1959) > FUS
- Messerschmitt-Bölkow (1968-1969) > MBB
- Metropolitan Vickers
- Meyers Aircraft Company
- MicroCraft > A2I2
- Mikoyan
- Mil
- Miles
- Mitsubishi (see Mitsubishi Zero)
- Mooney Aircraft Company
- Morane
- Morris Motors
- Moth Aircraft
- Murphy Aircraft Mfg. Ltd.
- Myasishchev

## N
- Nakajima
- NAMC
- National Aircraft Factory
- National Flying Services
- Netherland Army Aircraft Factory
- Nieuport
- Nieuport-Delage
- Nord-Aviation (?-1970) > Aérospatiale
- North American (1928-1966) > Rockwell
- North-West Industries
- Northern Aircraft (?-1959) > Downer
- Northrop (1926-1994)
- Northrop-Grumman (1994-danes)
- Nomad
- Nurtanio

## O
- Österreichische-Ungarische Albatros Flugzeug Werke (1914-1917) > Phoenix Flugzeugwerke
- OGMA
- Ostdeutsche Albatros Werke (East German Albatros)
- Ottawa Car Manufacturing

## P
- PacAero Engineering
- Pacific Aero (1916-1917) > Boeing
- Pacific Aerospace
- Pacific Airmotive
- Palladium Autocars
- Panavia
- Parnall
- Partenavia
- Percival
- Phoenix Flugzeugwerke (1917-?)
- Phönix (1914-1919)
- Piaggio Aero
- Pilatus Aircraft
- Piper
- Pipistrel
- Pitcairn
- Pitcairn-Cierva (1929-?)
- Pitts
- Plage & Laskiewicz
- Potez
- PWS
- PZL (WSK-PZL) (Panstowe Zaklady Lotnicze)

## Q
- Quikkit

## R
- Raytheon
- Rearwin
- Regy Freres
- Reims Aviation
- Republic (1939-?)
- Riley Aircraft (?-1983) → Advanced Aircraft Corp
- Riley Turbostream
- Robin (1969-danes)
- Robinson
- Rockwell (1966-1996) → Boeing North American
- Rogožarski
- Rotorway
- Royal Aircraft Establishment
- Royal Aircraft Factory
- Rusjan (slovenska brata)
- Rutan Aircraft Factory
- Ryan Aeronautical Company

## S
- Saab
- SABCA
- SAI (?-1934) > Ambrosini
- Sanderson
- Saunders Aircraft
- Saunders-Roe
- Savoia-Marchetti
- Scaled Composites
- Schweizer
- Scottish Aviation (?-1977) > British Aerospace
- SECM (1916-1921) > Amiot
- SEGA Aircraft
- SEPECAT
- SEREB (?-1970) > Aérospatiale
- SFECMAS (1953-1955) > SNCAN
- SFERMA
- Short Brothers (?-1989) > Bombardier Aerospace
- Short & Harland
- Showa
- SIAI-Marchetti
- Siddeley Deasy > Armstrong Siddeley
- Siebel (1955-1970) > MBB
- Siemens-Schuckert
- Sikorsky
- Slingsby
- Smiths Aerospace
- SNCA
- SNCAC (1936-1949) > SNCAN, SNCASO, SNECMA
- SNCAN
- SNECMA (1956-1959)
- Snow Aeronautical (1955-1965) > Rockwell
- SOCATA
- SOKO
- Soloy
- Sonex
- Sopwith
- SPAD (?-1914) > Blériot-SPAD
- Spartan
- SPCA
- Sportavia-Putzer
- Standard Aircraft Corporation
- Standard Motors
- Stearman (1927-1939) > Boeing
- Stinson
- Sud-Aviation (1957-1970) > Aérospatiale
- Sud-Est (SNCASE) (?-1957) > Sud-Aviation
- Sud-Ouest (SNCASO) (1936-1957) > Sud-Aviation
- Sukhoi (1939-danes)
- Summit Aviation
- Sun Lake Aircraft (Florida)
- Supermarine
- Svenska Aero
- Swearingen

## T
- Tampier (1921)
- Taylorcraft (1936-?)
- Taylorcraft Aeroplanes (1938-1946) > Auster
- Technovia
- Thomas-Martin
- Thorp Aero
- Thrush Aircraft
- Trago Mills
- Trans-Florida > Cavalier Aircraft
- Travel Air (1924-1930) > Beech, Cessna-Roos, Curtiss-Wright
- Tugan Aircraft (?-1936) > Commonwealth Aircraft Corporation
- Tupolev

## U
- Udet-Flugzeugbau
- Utva (1937-danes)

## V
- Valmet
- VEF
- Veljekset Karhumaki
- Venture Light Aircraft
- Vereinigte Flugtechnische Werke GmbH (VFW)
- Vertol (1956-1960) > Boeing
- Vickers > Vickers-Armstrong
- Vickers-Armstrong (?-1959) > British Aircraft Corporation
- Victory Aircraft (?-1945) > Avro Canada
- Voisin
- Volaircraft
- Vought (1961-1976)
- Vulcan Motor and Engineering
- Vultee (?-1943) > Convair

## W
- WACO
- Waring & Gillow
- Watanabe > Kyushu
- Weir
- Werft Warnemünde (1917-1925) > Arado
- Weser Flugzeugbau GmbH
- West Australian Airways
- Westland Aircraft
- Weymann-Lepere
- Whittlesey Body
- Wright Aeronautical (1919-1929)
- Wright Company (1909-1916)
- Wright-Martin (1916-1919)
- Wytwórnia i Naprawa Konstrukcji Lekkich (1996-1999) > 3Xtrim Aircraft Factory

## X
- Xian Aircraft Industrial Corporation

## Y
- Yakovlev
- Yokosuka Naval Arsenal

## Z
- Zlin
- Zmaj